# Gigantettix
Gigantettix is een geslacht van rechtvleugeligen uit de familie grottensprinkhanen (Rhaphidophoridae). De wetenschappelijke naam van dit geslacht is voor het eerst geldig gepubliceerd in 1998 door Gorochov.

## Soorten
Het geslacht Gigantettix omvat de volgende soorten:
- Gigantettix gigantea Gorochov, 1992
- Gigantettix longipes Rehn, 1906
- Gigantettix maximus Gorochov, 1998
- Gigantettix minusculus Gorochov, 1998
- Gigantettix sapaensis Gorochov, 2002